# 36e cérémonie des Golden Globes

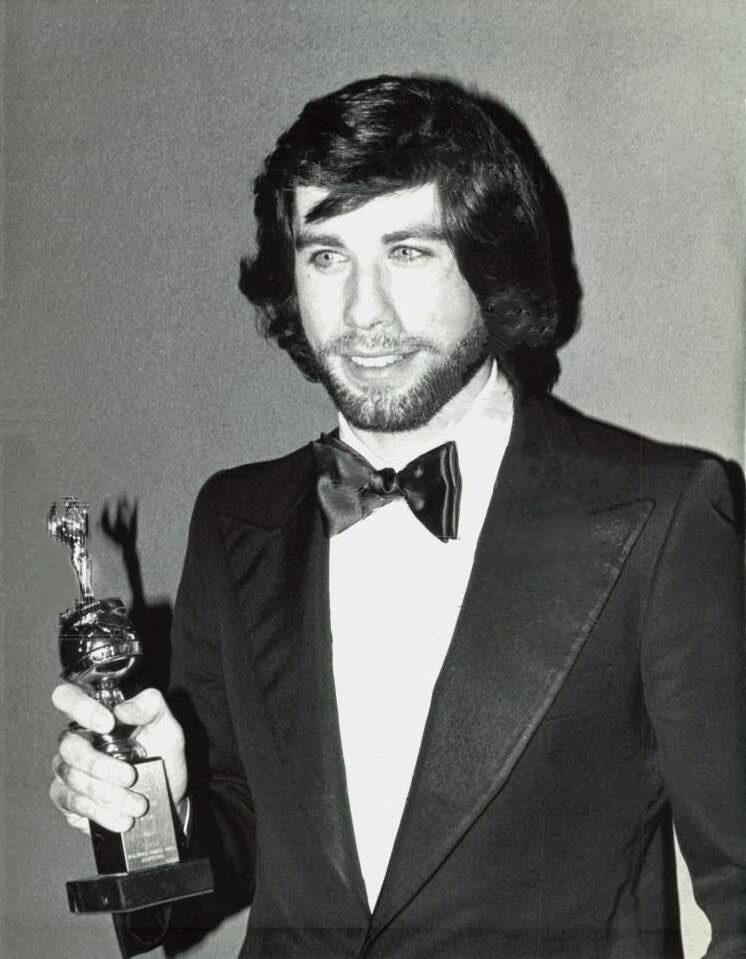
John Travolta avec un Golden Globe Award.

La 36e cérémonie des Golden Globes a eu lieu le 27 janvier 1979, récompensant les films et séries diffusés en 1978 et les professionnels s'étant distingués cette année-là.

## Palmarès
Les lauréats sont indiqués ci-dessous en premier de chaque catégorie et en caractères gras.

### Cinéma

#### Meilleur film dramatique
- Midnight Express
  - Le Retour (Coming home)
  - Les Moissons du ciel (Days of Heaven)
  - Voyage au bout de l'enfer (The Deer Hunter)
  - Une femme libre (An Unmarried Woman)

#### Meilleur film musical ou comédie
- Le Ciel peut attendre (Heaven Can Wait)
  - California Hôtel (California Suite)
  - Drôle d'embrouille (Foul Play)
  - Grease
  - Folie Folie (Movie Movie)

#### Meilleur réalisateur
- Michael Cimino pour Voyage au bout de l'enfer (The Deer Hunter)
  - Hal Ashby pour Le Retour (Coming home)
  - Woody Allen pour Intérieurs (Interiors)
  - Alan Parker pour Midnight Express
  - Paul Mazursky pour Une femme libre (An Unmarried Woman)
  - Terrence Malick pour Les Moissons du ciel (Days of Heaven)

#### Meilleur acteur dans un film dramatique
- Jon Voight pour le rôle de Luke Martin dans Le Retour (Coming home)
  - Gregory Peck pour le rôle du Dr Josef Mengele dans Ces garçons qui venaient du Brésil (The Boys from Brazil)
  - Robert De Niro pour le rôle de Michael "Mike" Vronsky  dans Voyage au bout de l'enfer (The Deer Hunter)
  - Anthony Hopkins pour le rôle de Corky Withers / Fats (voix) dans Magic
  - Sylvester Stallone pour le rôle de Johnny Kovak  dans F.I.S.T.

#### Meilleure actrice dans un film dramatique
- Jane Fonda pour le rôle de Sally Hyde dans Le Retour (Coming home)
  - Ingrid Bergman pour le rôle de Charlotte dans Sonate d'automne (Höstsonaten)
  - Geraldine Page pour le rôle d'Eve dans Intérieurs (Interiors)
  - Glenda Jackson pour le rôle de Stevie Smith dans Stevie
  - Jill Clayburgh pour le rôle d'Erica dans Une femme libre (An Unmarried Woman)

#### Meilleur acteur dans un film musical ou une comédie
- Warren Beatty pour le rôle de Joe Pendleton dans Le Ciel peut attendre (Heaven Can Wait)
  - Gary Busey pour le rôle de Buddy Holly dans The Buddy Holly Story
  - Chevy Chase pour le rôle de Tony Carlson dans Drôle d'embrouille (Foul Play)
  - John Travolta pour le rôle de Danny Zuko dans Grease
  - George C. Scott pour le rôle de Gloves Malloy / Spats Baxter dans Folie Folie (Movie Movie)
  - Alan Alda pour le rôle de George dans Même heure, l'année prochaine (Same Time, Next Year)

#### Meilleure actrice dans un film musical ou une comédie
(ex æquo)
- Maggie Smith pour le rôle de Diana Barrie dans California Hôtel (California Suite)
- Ellen Burstyn pour le rôle de Doris dans Même heure, l'année prochaine (Same Time, Next Year)
  - Goldie Hawn pour le rôle de Gloria Mundy dans Drôle d'embrouille (Foul Play)
  - Olivia Newton-John pour le rôle de Sandy Olsen dans Grease
  - Jacqueline Bisset pour le rôle de Natacha O'Brien dans La Grande cuisine (Who Is Killing the Great Chefs of Europe?)

#### Meilleur acteur dans un second rôle
- John Hurt pour le rôle de Max dans Midnight Express
  - Bruce Dern pour le rôle du Capitaine Bob Hyde dans Le Retour (Coming home)
  - Christopher Walken pour le rôle de Nickanor "Nick" Chevotarevitch dans Voyage au bout de l'enfer (The Deer Hunter)
  - Dudley Moore pour le rôle de Stanley Tibbets dans Drôle d'embrouille (Foul Play)
  - Robert Morley pour le rôle de Maximilien Vandervere dans La Grande cuisine (Who Is Killing the Great Chefs of Europe?)

#### Meilleure actrice dans un second rôle
- Dyan Cannon pour le rôle de Julia Farnsworth dans Le Ciel peut attendre (Heaven Can Wait)
  - Meryl Streep pour le rôle de Linda dans Voyage au bout de l'enfer (The Deer Hunter)
  - Maureen Stapleton pour le rôle de Pearl dans Intérieurs (Interiors)
  - Mona Washbourne pour le rôle de la tante dans Stevie
  - Carol Burnett pour le rôle de Tulip Brenner dans Un mariage (A Wedding)

#### Meilleur scénario
- Midnight Express – Oliver Stone
  - Le Retour (Coming home) – Waldo Salt et Robert C. Jones
  - Voyage au bout de l'enfer (The Deer Hunter) – Deric Washburn
  - Drôle d'embrouille (Foul Play) – Colin Higgins
  - Intérieurs (Interiors) – Woody Allen
  - Une femme libre (An Unmarried Woman)  – Paul Mazursky

#### Meilleure chanson originale
- "Last Dance" interprétée par Donna Summer – Dieu merci, c'est vendredi (Thank God It's Friday)
  - "Ready to Take a Chance Again" interprétée par Barry Manilow – Drôle d'embrouille (Foul Play)
  - "Grease" interprétée par Frankie Valli – Grease
  - "You're the One That I Want" interprétées par John Travolta et Olivia Newton-John – Grease
  - "The Last Time I Felt Like This" interprétées par Johnny Mathis et Jane Olivor – Même heure, l'année prochaine (Same Time, Next Year)

#### Meilleure musique de film
- Midnight Express – Giorgio Moroder
  - The Children of Sanchez – Chuck Mangione
  - Le Seigneur des anneaux (J. R. R. Tolkien's The Lord of the Rings)  – Leonard Rosenman
  - Superman – John Williams
  - Une femme libre (An Unmarried Woman)  – Bill Conti

#### Meilleur film étranger
- Sonate d'automne (Höstsonaten) •  Suède
  - Mort sur le Nil (Death on the Nile) •  Angleterre
  - Dona Flor et ses deux maris (Dona Flor e Seus Dois Maridos) •  Brésil
  - Cri de femmes (Κραυγή Γυναικών (Kravgi Gynaikon)) •  Grèce
  - Juke Box (Eskimo Limon) •  Israël
  - Préparez vos mouchoirs •  France

#### Golden Globe de la révélation masculine de l'année
La récompense avait déjà été décernée.
- Brad Davis pour le rôle de Billy Hayes dans Midnight Express
  - Andrew Stevens pour le rôle de Billy Ray Pike dans The Boys in Company C
  - Chevy Chase pour le rôle de Tony Carlson dans Drôle d'embrouille (Foul Play)
  - Eric Roberts pour le rôle de Dave dans Le Roi des gitans (King of the Gypsies)
  - Harry Hamlin pour le rôle de Joey Popchik dans Folie Folie (Movie Movie)
  - Doug McKeon pour le rôle de Robbie dans Uncle Joe Shannon

#### Golden Globe de la révélation féminine de l'année
La récompense avait déjà été décernée.
- Irene Miracle pour le rôle de Susan dans Midnight Express
  - Annie Potts pour le rôle de Vanessa dans Corvette Summer
  - Anita Skinner pour le rôle d'Anne Munroe dans Girlfriends
  - Mary Steenburgen pour le rôle de Julia Tate Moon dans En route vers le sud (Goin' South)
  - Anne Ditchburn pour le rôle de Sarah Gantz dans Slow Dancing in the Big City

### Télévision
Note : le symbole « ♕ » rappelle le gagnant de l'année précédente (si nomination).

#### Meilleure série dramatique
- 60 Minutes
  - Holocauste (Holocaust)
  - Galactica (Battlestar Galactica)
  - Family
  - Lou Grant

#### Meilleure série musicale ou comique
- Taxi
  - All in the Family ♕
  - Alice
  - Three's Company
  - La croisière s'amuse (The Love Boat)

#### Meilleure mini-série ou meilleur téléfilm
La récompense avait déjà été décernée.
- A Family Upside Down
  - The Immigrants
  - First, You Cry
  - The Bastard
  - Ziegfeld: The Man and His Women (en)
  - A Question of Love
  - Les Quatre Filles du docteur March (Little Women)

#### Meilleur acteur dans une série dramatique
- Michael Moriarty pour le rôle d'Erik Dorff dans Holocauste (Holocaust)
  - Michael Landon pour le rôle de Charles Ingalls dans La Petite Maison dans la prairie (Little House on the prairie)
  - John Houseman pour le rôle du Professeur Charles W. Kingsfield Jr. dans The Paper Chase
  - Edward Asner pour le rôle de Lou Grant dans Lou Grant ♕
  - James Garner pour le rôle de Jim Rockford dans 200 dollars plus les frais (The Rockford Files)
  - Richard Hatch pour le rôle du Capitaine Apollo dans Galactica (Battlestar Galactica)

#### Meilleure actrice dans une série dramatique
- Rosemary Harris pour le rôle de Berta Palitz Weiss dans Holocauste (Holocaust)
  - Lee Remick pour le rôle d'Erica Trenton dans Wheels
  - Kate Jackson pour le rôle de Sabrina Duncan dans Drôles de dames (Charlie's Angels)
  - Sada Thompson pour le rôle de Kate Lawrence dans Family
  - Kristy McNicholchard Hatch pour le rôle de Letitia 'Buddy' Lawrence dans Family

#### Meilleur acteur dans une série musicale ou comique
- Robin Williams pour le rôle de Mork dans Mork and Mindy
  - Gavin MacLeod pour le rôle du Capt. Merrill Stubing dans La croisière s'amuse (The Love Boat)
  - John Ritter pour le rôle de Jack Tripper dans Three's Company
  - Alan Alda pour le rôle de Benjamin Pierce dans M*A*S*H
  - Judd Hirsch pour le rôle d'Alex Rieger dans Taxi

#### Meilleure actrice dans une série musicale ou comique
- Linda Lavin pour le rôle d'Alice Hyatt dans Alice
  - Jean Stapleton pour le rôle d'Edith Bunker dans All in the Family
  - Penny Marshall pour le rôle de Laverne DeFazio dans Laverne et Shirley (Laverne & Shirley)
  - Carol Burnett pour le rôle de plusieurs personnages dans The Carol Burnett Show ♕
  - Suzanne Somers pour le rôle de Chrissy Snow dans Three's Company

#### Meilleur acteur dans un second rôle dans une série, une mini-série ou un téléfilm
- Norman Fell pour le rôle de Stanley Roper dans Three's Company
  - Jeff Conaway pour le rôle de Bobby Wheeler dans Taxi
  - Pat Harrington Jr. pour le rôle de Dwayne Schneider dans Au fil des jours (One Day at a Time)
  - Andy Kaufman pour le rôle de Latka Gravas dans Taxi
  - Danny DeVito pour le rôle de Louie De Palma dans Taxi

#### Meilleure actrice dans un second rôle dans une série, une mini-série ou un téléfilm
- Polly Holliday pour le rôle de Florence Jean Castleberry dans Alice
  - Linda Kelsey pour le rôle de Billie Newman dans Lou Grant
  - Julie Kavner pour le rôle de Brenda Morgenstern dans Rhoda
  - Nancy Walker pour le rôle d'Ida Morgenstern dans Rhoda
  - Marilu Henner pour le rôle d'Elaine Nardo dans Taxi
  - Audra Lindley pour le rôle d'Helen Roper dans Three's Company

### Cecil B. DeMille Award
- Lucille Ball

### Miss Golden Globe
- Stephanie Haymes

### Henrietta Award
Récompensant un acteur et une actrice.
La récompense avait déjà été décernée.
- Jane Fonda
- John Travolta

## Récompenses et nominations multiples

### Nominations multiples

#### Cinéma
8 : Midnight Express
7 : Drôle d'embrouille
6 : Le Retour, Voyage au bout de l'enfer
5 : Grease, Une femme libre
4 : Intérieurs
3 : Le Ciel peut attendre, Folie Folie, Même heure, l'année prochaine
2 : California Hôtel, Sonate d'automne, Stevie, La Grande cuisine, Les Moissons du ciel

#### Télévision
6 : Taxi
5 : Three's Company
3 : Holocauste, Alice, Lou Grant, Family
2 : Rhoda, La croisière s'amuse, All in the Family, Galactica

#### Personnalités
3 : John Travolta
2 : Jane Fonda, Woody Allen, Paul Mazursky, Brad Davis, Chevy Chase, Alan Alda, Olivia Newton-John, Carol Burnett

### Récompenses multiples

#### Cinéma
6 / 8 : Midnight Express
3 / 3 : Le Ciel peut attendre
2 / 6 : Le Retour

#### Télévision
2 / 3 : Holocauste, Alice

#### Personnalités
2 / 2 : Jane Fonda

### Les grands perdants

#### Cinéma
1 / 7  : Drôle d'embrouille
 1 / 6  : Voyage au bout de l'enfer
 0 / 5  : Une femme libre, Grease

#### Télévision
1 / 6 : Taxi
1 / 5 : Three's Company